# C'est dur d'être un homme : Mon Torajirô à moi
Série C'est dur d'être un homme
C'est dur d'être un homme : Élégie du vagabondage
(1973) C'est dur d'être un homme : La Maladie d'amour
(1974)
Pour plus de détails, voir Fiche technique et Distribution.
C'est dur d'être un homme : Mon Torajirô à moi (男はつらいよ 私の寅さん, Otoko wa tsurai yo: Watashi no tora-san) est un film japonais réalisé par Yōji Yamada et sorti en 1973. C'est le 12e film de la série C'est dur d'être un homme.

## Synopsis
Tora-san surveille la boutique familiale tandis que le reste de sa famille prend quelques jours de vacances à Kyūshū. Un vieil ami présente Tora-san à sa sœur Ritsuko, et il tombe rapidement amoureux d'elle. Ritsuko est artiste peintre et son cœur est déjà pris.

## Fiche technique
- Titre : C'est dur d'être un homme : Mon Torajirô à moi[1]
- Titre original : 男はつらいよ 私の寅さん (Otoko wa tsurai yo: Watashi no tora-san?)
- Réalisation : Yōji Yamada
- Scénario : Yōji Yamada et Yoshitaka Asama
- Photographie : Tetsuo Takaha (ja)
- Montage : Iwao Ishii (ja)
- Musique : Naozumi Yamamoto
- Décors : Kiminobu Satō
- Producteur : Kiyoshi Shimazu
- Sociétés de production : Shōchiku
- Pays de production :  Japon
- Langue originale : japonais
- Format : couleur — 2,35:1 — 35 mm — son mono
- Genres : comédie dramatique ; romance
- Durée : 107 minutes[2] (métrage : huit bobines - 2 946 m[2])
- Dates de sortie :
  - Japon : 16 décembre 1973[2]
  - États-Unis : 22 mai 1974[3]

## Distribution
- Kiyoshi Atsumi : Torajirō Kuruma / Tora-san
- Chieko Baishō : Sakura Suwa, sa demi-sœur
- Tatsuo Matsumura : Ryūzō Kuruma, son oncle
- Chieko Misaki (ja) : Tsune Kuruma, sa tante
- Gin Maeda (en) : Hiroshi Suwa, le mari de Sakura
- Hayato Nakamura : Mitsuo Suwa, le fils de Sakura et de Hiroshi
- Keiko Kishi : Ritsuko Yanagi, l'artiste peintre
- Takehiko Maeda (ja) : Fumihiko Yanagi, le frère de Ritsuko
- Masahiko Tsugawa : Ichirō, le galeriste
- Kunitarō Kawarasaki (ja) : le maître de Ritsuko
- Kuniko Ashihara (ja) : sa femme
- Hisao Dazai (ja) : Umetarō Katsura, le voisin imprimeur
- Gajirō Satō (ja) : Genko
- Chishū Ryū : Gozen-sama, le grand prêtre